# Trachyrincus aphyodes
Trachyrincus aphyodes és una espècie de peix de la família dels macrúrids i de l'ordre dels gadiformes.

## Hàbitat
És un peix d'aigües profundes que viu entre 783-801 m de fondària.

## Distribució geogràfica
Es troba al sud-oest del Pacífic.